# Hyundai Santa Cruz
Hyundai Santa Cruz — среднеразмерный пикап, созданный на платформе Hyundai Tucson (NX4). Выпускается южнокорейским автоконцерном Hyundai Motor Company с июня 2021 года.

## История

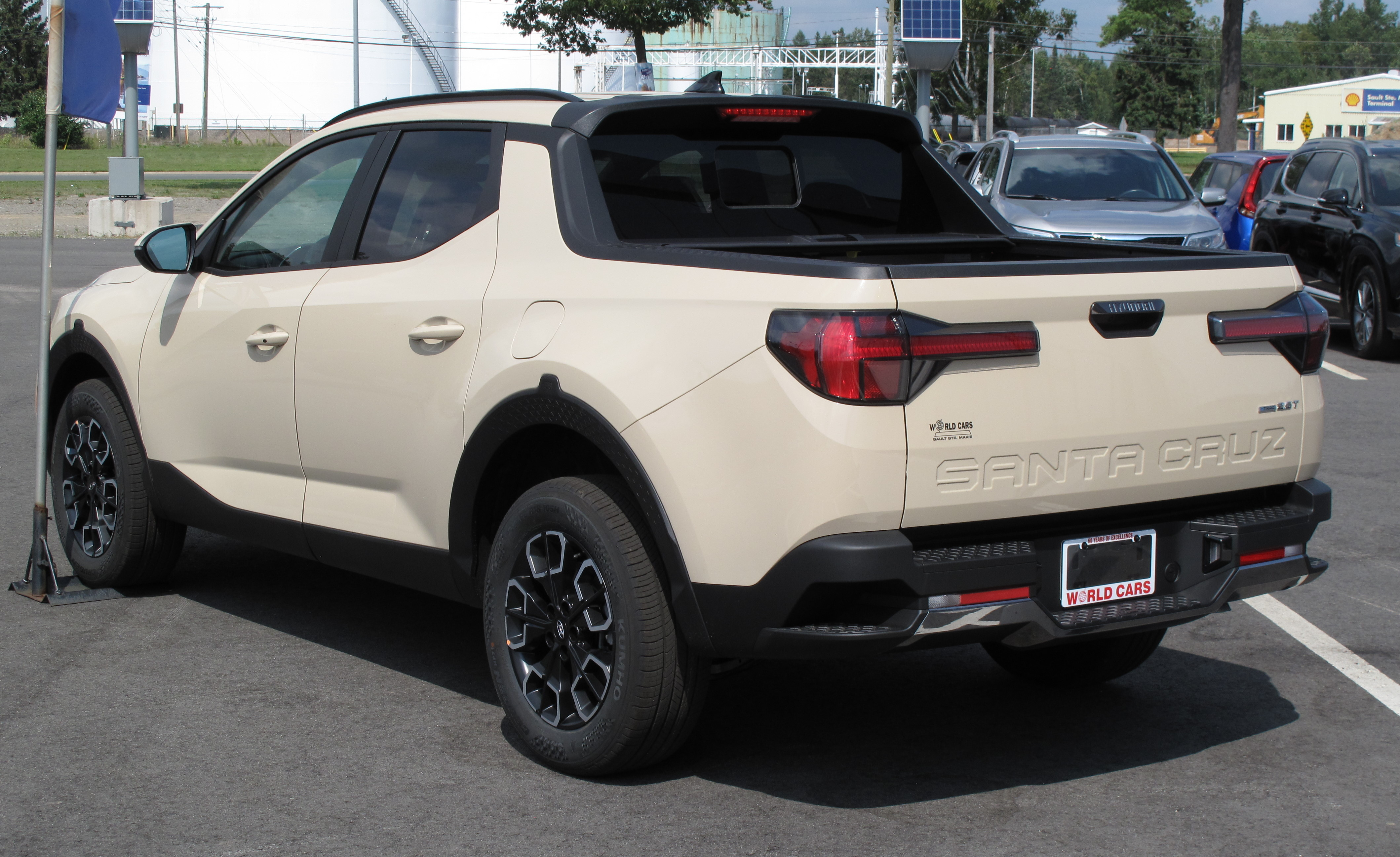
Белый Hyundai Santa Cruz (вид сзади)

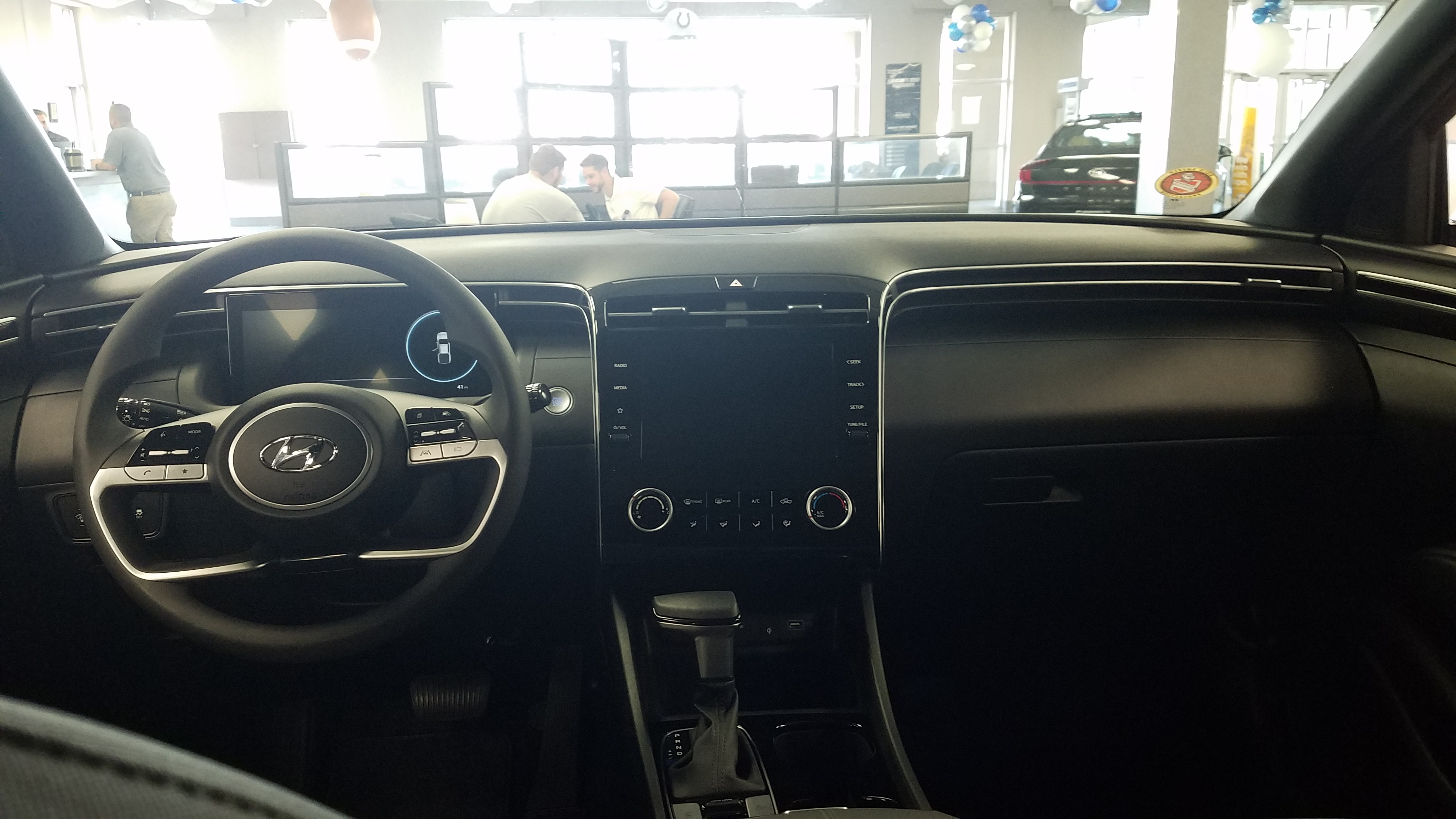
Место водителя

Впервые автомобиль Hyundai Santa Cruz был представлен в июне 2021 года. Представляет собой прототип, тесно связанный с Hyundai Tucson четвёртого поколения. Дневные ходовые огни встроены в радиаторную решётку.
Автомобиль оборудован оригинальной системой полного привода с электронным управлением HTRAC, которая блокирует дифференциал задних колёс до 50%. Передняя подвеска — макферсон, тогда как задняя — пневматическая.
Всю историю производства автомобиль оснащается двигателями внутреннего сгорания Smartstream мощностью до 275 л. с.

## Продажи вСША
| Год  | Продано |
| ---- | ------- |
| 2021 | 10042   |